# Jasses
Jasses ist eine französische Gemeinde mit 149 Einwohnern (Stand 1. Januar 2022) im Département Pyrénées-Atlantiques in der Region Nouvelle-Aquitaine (vor 2016: Aquitanien). Die Gemeinde gehört zum Arrondissement Oloron-Sainte-Marie (bis 2016: Arrondissement Bayonne) und zum Kanton Le Cœur de Béarn (bis 2015: Kanton Navarrenx).
Die Bewohner werden Jassois oder Jassoises genannt.

## Geographie
Jasses liegt ca. 20 km nordwestlich von Oloron-Sainte-Marie in der historischen Provinz Béarn.
Umgeben wird der Ort von den Nachbargemeinden:
|      | Navarrenx                                   |                 |
| Sus  | Kompassrose, die auf Nachbargemeinden zeigt | Ogenne-Camptort |
| Gurs | Dognen                                      |                 |

Jasses liegt im Einzugsgebiet des Flusses Adour und liegt am linken Ufer des Gave d’Oloron, einem Nebenfluss des Gave de Pau. Drei rechte Nebenflüsse des Gave d’Oloron, der Layous, der Laus und der Arroder, strömen durch das Gebiet der Gemeinde.

## Geschichte
Im Wald östlich des heutigen Zentrums der Gemeinde befand sich ein Römisches Militärlager, genannt Butte des Maures. Ausgrabungen von Knochen in dessen Nähe, die aus der Frühgeschichte datieren, belegen eine Besiedelung vor der gallorömischen Zeit.
Die Motte, unter deren Schutz sich die Gemeinde entwickelte, geht auf das 11. Jahrhundert zurück und wurde in den Schriften als Jaces erwähnt. 1309 verfasste der Grundherr von Jasses eine Charta zur Festlegung von Privilegien seiner Vasallen. Als Gegenzug zu ihrer Befreiung von ihren Verpflichtungen als Vasallen hatten sie eine hohe Steuer zu bezahlen, abhängig von der Größe des Grundstücks, das sie kultivierten. Bei der Volkszählung im Jahr 1385 wurden in Jasses 22 Haushalte gezählt und die Zugehörigkeit des Orts zur Bailliage von Navarrenx vermerkt. 1664 wurde Jasses zum Baronat erhoben. In der Französischen Revolution wurde der Marquis von Jasses zum ersten Präsident der Gesetzgebenden Nationalversammlung gewählt. Seine Güter umfassten 32 Lehen, darunter 17 Grundherrschaften. Dennoch wurde sein Schloss in Jasses von Revolutionären in der Folge zerstört.
In der Folgezeit wurden mehrere Thermalbäder in Jasses eingerichtet. Ab der ersten Hälfte des 19. Jahrhunderts entwickelte sich die Wirtschaft der Gemeinde auch durch eine Fabrik zur Herstellung von Berufsstrümpfen.
Toponyme und Erwähnungen von Jasses waren:
- Jaces und Iaçes (1193, Kopialbuch des Klosters Sauvelade),
- Sent Bertomiu de Iasses (1388, Notare von Navarrenx) und
- Jasses (1750, Karte von Cassini).[4][5]

## Einwohnerentwicklung
Bis zu Beginn des 20. Jahrhunderts konnte die Größe der Gemeinde auf einem Niveau von über 300 Einwohnern gehalten werden, bevor die Einwohnerzahl bis heute auf rund 140 zurückging.
| Jahr      | 1962 | 1968 | 1975 | 1982 | 1990 | 1999 | 2006 | 2009 | 2022 |
| --------- | ---- | ---- | ---- | ---- | ---- | ---- | ---- | ---- | ---- |
| Einwohner | 197  | 170  | 215  | 184  | 144  | 137  | 131  | 154  | 149  |

## Sehenswürdigkeiten

### Pfarrkirche
Die Kirche romanischen Ursprungs ist dem Apostel Bartholomäus gewidmet und ist traditionellerweise von einem Friedhof umgeben. 1890 wurde ein Projekt zur Restaurierung und Erweiterung der Kirche begonnen, ein Jahr später abgeschlossen. Es umfasste u. a. die Errichtung des Glockenturms als Eingangsvorbau des einschiffigen Langhauses und zweier Seitenkapellen, die von außen wie ein Querschiff wirken. Das Kirchenschiff wurde mit einem Tonnengewölbe ausgestattet und ist nun mit einer Apsis mit Kesselgewölbe abgeschlossen. Der Vorbau ist mit einem falschen Kreuzgratgewölbe gedeckt.
Das romanische Eingangsportal fügt sich als ursprüngliches Element in das restaurierte Gebäude ein. Das aus Granit gefertigte Material hat sich bei einem Brand rosa verfärbt, als protestantische Truppen die Kirche gegen 1569 im Verlauf der Hugenottenkriege verwüsteten. Das Portal misst 3,60 m in der Höhe und 3,30 m in der Breite. Es ist in einem Rundbogen mit drei Archivolten in seinem Gewände eingebettet, bei dem die äußere schachbrettartig gemustert ist. Die Bögen ruhen auf einem ebenfalls schachbrettartig verzierten Gesims, das von zwei Säulen korinthischer Ordnung getragen wird.
Bei den Umbauarbeiten am Ende des 19. Jahrhunderts sind auch drei Bleiglasfenster, Werke der renommierten Glasmalerei Mauméjean aus Pau, eingesetzt worden. Sie füllen drei Rundbögen aus und bebildern das Leben von Maria, der Mutter Jesu Christi. Das mittlere Fenster zeigt zwei Szenen auf einem dekorativen Hintergrund, unten die Geburt Jesu, oben Mariä Aufnahme in den Himmel. Im rechten Fenster beweint Maria kniend den Körper ihres Sohnes nach der Kreuzabnahme.
Der Altar in der Seitenkapelle, die Josef von Nazaret gewidmet ist, ist aus grauem gemustertem Marmor und ruht auf einem schwarzen Sockel auf einem Podest auf Holz. Die Wand hinter dem Altar setzt den ästhetischen Rahmen mit gemalten braunen Streifen und Verzierungen mit Schwertlilien. Auf der Vorderseite trägt der Altar ein großes weißes, mit Gold umrandetes Kreuz. Ein Tabernakel aus Marmor ruht auf einem zweistufigen Aufsatz auf dem Altar. Er besitzt an seiner Oberseite ein vorspringendes Gesims, das ein Postament aus Marmor und ein Kruzifix aus vergoldetem Metall trägt. Die Vorderseite des Tabernakels zeigt Ornamente in Form von Rauten als Intarsien im Marmor neben seiner kleinen vergoldeten Tür.
Ein weiterer Altar der Kirche, der Jungfrau Maria gewidmet, ist aus weißem Marmor mit grauer Maserung. Ähnlich wie bei dem anderen Altar befindet sich auch hier ein Tabernakel auf einem zweistufigen Aufsatz. Blattwerk, Palmzweige und Monogramm sind als Verzierung eingraviert und vergoldet. Die Vorderseite des Altars wird von zwei seitlichen PilasterOrnamenten strukturiert, die eine über die gesamte Altarvorderseite verlaufende Blendarkade aus kleinen Säulen und Korbbögen einrahmen. Die Wand hinter dem Altar setzt den Rahmen mit gemalten grünen Streifen und ist ebenfalls mit Schwertlilien verziert.
Die Kanzel ist in schlichter Form ausgearbeitet, ganz nach dem vorherrschenden Geschmack der ersten Hälfte des 17. Jahrhunderts. Sie ist an einen Pfeiler schwebend gebaut mit einer schmalen, gewundenen Treppe als Zugang. Der polygonale Kanzelkorb setzt sich aus rechteckigen, doppelreihigen Paneelen zusammen, in der oberen Reihe mit Reliefs aus Rechtecken, in der unteren Reihe mit Reliefs aus Rauten verziert. Die Unterseite des Korbs ist mit einer herabhängenden gedrehten Form abgeschlossen. Der Schalldeckel greift den polygonalen Grundriss des Korbes auf. Seine Oberseite ist mit Motiven verziert, die zusammen eine geschlossene Krone bilden.
Die Pfarrkirche von Jasses besitzt drei Gemälde, die Maria, den Apostel Bartholomäus und den Evangelisten Johannes darstellen. Das erste Bild zeigt das Motiv der Unbefleckten Empfängnis, ein Dogma der Glaubenslehre der römisch-katholischen Kirche, nach dem Maria vor jedem Makel der Erbsünde bewahrt wurde. Dies wird symbolisiert durch eine über Marias Kopf schwebende, aus zwölf Sternen bestehende Krone, den Mond, auf dem sie steht und der Schlange, die um ihre Füße schleicht. Letztere ist ein Symbol des Dämons, das sich auf eine Textpassage in der Offenbarung des Johannes bezieht. Andere übliche Charakteristika des Motivs sind der große blaue Mantel, den Maria trägt, und der sie umgebende Schwarm von Putti. Das Bild des Schutzpatrons der Kirche, des Apostels Bartholomäus, stammt aus dem 19. Jahrhundert und zeigt ihn mit einem Buch in seiner linken Hand. Bartholomäus ist Patron vieler Berufe, u. a. der Buchbinder. Das dritte Ölgemälde zeigt den Evangelisten Johannes auf dem Rücken eines Adlers, seinem Evangelistensymbol. Er trägt ein Pergament als Symbol für sein Evangelium.

### Schloss von Jasses
Im 16. Jahrhundert erbaut, befand sich das Schloss bis zur Französischen Revolution im Besitz der Familie des Marquis von Jasses. Im Jahre 1792 wurde es in der Nacht vom 16. auf den 17. Brumaire (vom 6. auf den 7. November) von Revolutionären in Brand gesteckt, worauf der Marquis und seine Familie die Region verlassen mussten. Das heutige Gebäude ist eine Rekonstruktion des 18. Jahrhunderts und besitzt nur wenige Elemente des ursprünglichen Baus. Eine zweiarmige Treppe erlaubt den Zugang zum dreigeschossigen Gebäude, dessen kleine Lukarne mit Satteldächern das Dachgeschoss erhellen.

### Wohnhaus in Jasses
Das Wohnhaus, unweit der Pfarrkirche gelegen, zeigt alle Merkmale des Bearner Baustils. Die Fassade zeigt sich durch eine sorgsam gebildete Symmetrie aus. In der Mitte befindet sich eine große Toreinfahrt, die trotz ihrer landwirtschaftlich bedingten Funktion mit einer wohlproportionierten Korbbogenform ausgearbeitet ist. Die Homogenität der Fassade, die durch die weißen Einrahmungen der Fenster noch verstärkt wird, setzt sich mit dem Dach fort, die für das Béarn typische Form eines hohen Walmdachs besitzt. Die Dachgauben, die dem großen Dachgeschoss Licht und Belüftung spenden, sind genau auf die Fenster der beiden darunter liegenden beiden Etagen ausgerichtet.

### Wassermühle von Jasses
Da sich die wirtschaftliche Aktivitäten im 17. Jahrhundert in Jasses in großem Maße an der Landwirtschaft orientierten, bedurfte es einer Mühle, um das angebaute Getreide zu Mehl zu verarbeiten. Der dreigeschossige Bau wurde über dem Flüsschen Layous errichtet. Das Dachgeschoss, das durch kleine Gauben mit Satteldächern erhellt wird, diente hierbei als Kornspeicher. Obwohl das Gebäude inzwischen in ein Wohnhaus umgewandelt wurde, besteht der Innenraum immer noch aus zwei Ebenen für das Wasser, das den Mühlstein anzutreibt, der sich auf einem zweiten, unbeweglichen Mühlstein dreht.

## Wirtschaft

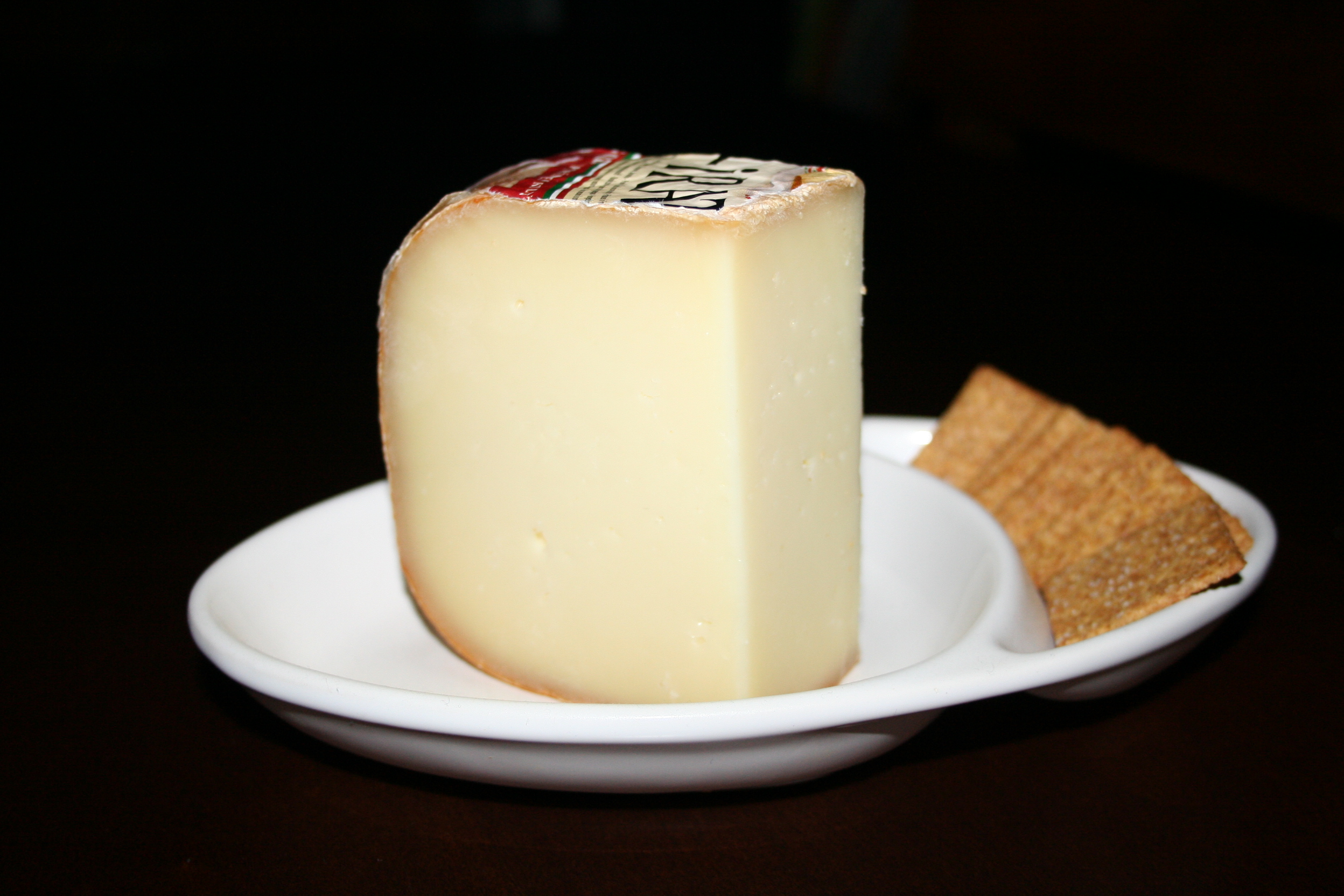
Ossau-Iraty

Landwirtschaft und „grüner“ Tourismus sind die wichtigen Wirtschaftsfaktoren der Gemeinde. Hinzu kommt das Handwerk, das u. a. durch eine Kunsttischlerei in Jasses vertreten ist. Jasses liegt in den Zonen AOC des Ossau-Iraty, eines traditionell hergestellten Schnittkäses aus Schafmilch, sowie der Schweinerasse und des Schinkens „Kintoa“.

## Verkehr
Jasses wird durchquert von den Routes départementales 2 und 27 und ist über eine Linie des Busnetzes Transports 64 mit anderen Gemeinden des Départements verbunden.